# Comunidad de Santiago
Santiago es una comunidad del municipio de Arampampa, ubicado en la provincia del General Bilbao del departamento de Potosí, Bolivia. Cuenta con una población de 150 habitantes, lo que la convierte en la segunda comunidad más poblada del municipio, después de la comunidad de Arampampa.[cita requerida] Se encuentra entre dos ríos llamados río Santiago y río Huayani, a una altura de entre los 3000 a 3400 msnm.
La población corresponde principalmente a quechua hablantes y su economía se basa en la producción de papa, maíz, tarwi, trigo y otros. Todo esto producido en cantidades que suplen tan sólo el consumo propio. Sus recursos ganaderos corresponden a Ganado bovino, ovino, chivos y aves de corral.

## Festividades y celebraciones
La comunidad de Santiago celebra la fiesta del "Tata Santiago" patrono de la comunidad, cada 25 de julio, ocasión en el cual realizan bebidas espirituosas como la chicha de maíz y/o trigo, también se celebra el "toro tinku" pelea de toros, "el gallo tinku" pelea de gallos y el "runa tinku" pelea de hombres todo esto amenizada por el festival de música nativa (pinquillada y jula julas).
Otra celebración importante es el aniversario de la Unidad Educativa "Santiago" que se realiza cada 23 de octubre realizándose diversas actividades criollas, entre las cuales se pueden apreciar el festival de canto y danza, carrera de burros y degustaciones de deliciosos platos típicos del sector.